# DMC DeLorean
El DMC DeLorean és un automòbil esportiu fabricat per DeLorean Motor Company (DMC) entre 1981 i 1982. És conegut com «el DeLorean», ja que aquest va ser l'únic model que va fabricar aquesta companyia. El cotxe també és anomenat a vegades DMC-12, que és la seva designació interna de preproducció. No obstant això, el nom DMC-12 mai no es va usar en material de vendes o màrqueting per al model de producció.
El DeLorean es caracteritza per les seves portes d'ala de gavina i la seva carrosseria metàl·lica d'acer inoxidable, sense pintura. És summament conegut per la seva aparició a la trilogia de pel·lícules de Back to the Future. Després d'aparèixer en aquestes tres pel·lícules, el DeLorean es va convertir en un objecte de culte.
El primer prototip va aparèixer a l'octubre de 1976 i la producció va començar oficialment el 1981 a la fàbrica que DMC tenia a Dunmurry, a Irlanda del Nord. Durant la seva producció es van canviar diversos aspectes de l'automòbil, com l'estil del capó, les rodes i l'interior.
Tot i haver estat produïts a Irlanda del Nord, els DeLorean estaven dirigits, sobretot, al mercat estatunidenc. Tots els models es van fabricar amb el lloc de conducció a l'esquerra, dissenyats per ser conduïts per la dreta de la carretera. Curiosament, mecànics especialistes del Regne Unit van convertir alguns d'aquests models per poder-los conduir des del seient dret, però aquests models no van ser mai produïts per DMC, així que la popularitat d'aquest model al Regne Unit va ser molt limitada.
Almenys 8.500 DeLorean van ser fabricats abans que la producció finalitzés en 1982. El 2007 s'estimava que encara existien 6500 unitats de DeLorean.

## Història

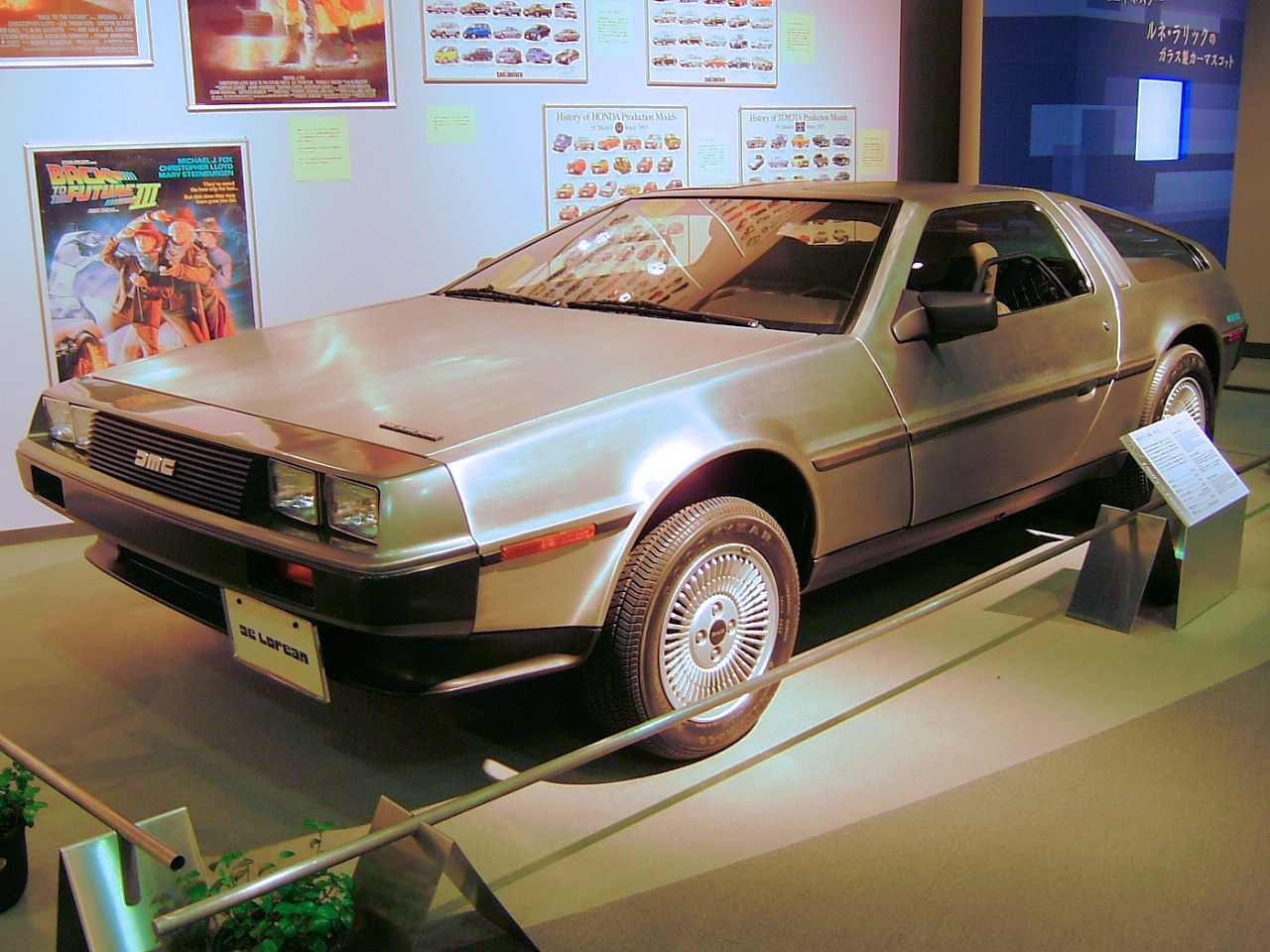
Un DMC DeLorean en el museu de Toyota de Aichi (Japó).

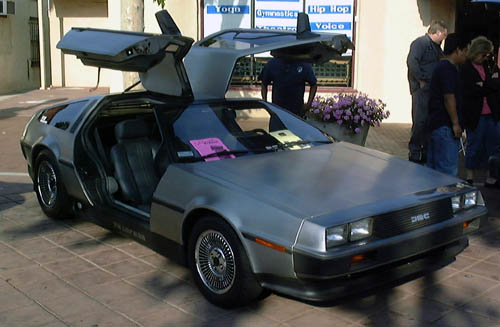
Un DMC DeLorean amb les portes obertes.

L'octubre de 1976 el primer prototip del DeLorean va ser completat per William T. Collins, enginyer cap de DMC (que anteriorment era enginyer cap en Pontiac); el prototip va ser conegut com «DSV-1» o «DeLorean Safety Vehicle». A mesura que el desenvolupament va continuar, el model es va denominar «DSV-12» i més tard «DMC-12», ja que DMC tenia com a objectiu un preu de venda de 12.000$ en el moment del llançament. Originalment, el motor posterior del DeLorean havia de ser un motor Wankel de Citroën, però va ser substituït per un disseny francès denominat PRV (Peugeot-Renault-Volvo), un motor V6 d'injecció que millorava l'escassa eficiència del motor Wankel, la qual cosa era un aspecte important a causa de l'escassetat de combustibles que estava sofrint el món sencer arran de la crisi del petroli de 1973. William Collins i John DeLorean van imaginar un xassís produït amb una tecnologia nova que mai havia estat provada denominada Elastic Reservoir Moulding (ERM), que podria haver contribuït a reduir el pes de l'automòbil i, per tant, se suposa que també hauria reduït els costos de producció, però aquesta tecnologia de la qual DeLorean havia comprat els drets de la palesa no va resultar ser adequada per a la producció en massa.
A la fi de 1980, DMC va abandonar el nom DMC-12 pensat originalment per al seu automòbil, denominant-lo finalment «DeLorean», que va acabar costant molt més de que s'havia planejat inicialment. El cotxe esportiu DeLorean, com es va descriure en els anuncis, es va construir finalment a la fàbrica de Dunmurry, Irlanda del Nord, a uns pocs quilòmetres del centre de Belfast. La construcció de la fàbrica va començar a l'octubre de 1978 i encara que el començament de la producció del DeLorean va ser planificat para 1979, qüestions d'enginyeria i l'excés pressupostari van retardar el començament de la producció fins a 1981. Durant aquest temps, la taxa d'atur era molt alta a Irlanda del Nord i els residents feien cua per demanar feina a la fàbrica. La mà d'obra estava composta per protestants i catòlics que estaven contents d'apartar les seves diferències religioses per treballar en equip. Com que gairebé ningú del personal de tenia experiència en producció d'automòbils, uns centenars d'unitats van ser produïdes sense panells d'acer inoxidable per tal de formar els treballadors. Aquestes unitats, que no van ser mai comercialitzades, van ser més tard conegudes com a «black cars» (cotxes negres), en referència als panells negres fets de fibra de vidre en lloc d'acer.
La majoria dels aspectes de qualitat van ser resolts en 1982 i els cotxes es van vendre amb una garantia de 12 mesos i un contracte de servei de 5 anys i 80.000 km (50.000 milles).
La DeLorean Motor Company es va declarar en fallida a la fi de 1982 després de l'arrest de John DeLorean a l'octubre d'aquest any per càrrecs de tràfic de drogues. Més tard es va descobrir que DeLorean no era culpable, però el mal ja estava fet. Aproximadament 100 unitats parcialment fabricades van ser completades per Consolidated International (ara coneguda com a Big Lots). Les peces que van quedar de sèrie a la fàbrica, les peces de l'US Warranty Parts Center, així com les peces dels proveïdors originals que encara no les havien repartit a la fàbrica, van ser totes enviades a Columbus (Ohio, Estats Units) en 1983. Una companyia anomenada KAPAC va vendre aquestes peces als clients al detall i a l'engròs mitjançant comandes per correu. En 1997, la DeLorean Motor Company de Texas va adquirir aquest inventari.
Entre gener de 1981 i desembre de 1982 es van fabricar aproximadament 9.200 DeLorean, repartits entre la DeLorean Motor Company i Consolidated International, encara que algunes fonts indiquen que en total només es van construir 8.583. Gairebé una cinquena part dels DeLorean va ser produïda a l'octubre de 1981. Entre febrer i maig de 1982 va haver-hi un decaïment en la producció i es van produir al voltant de 1000 unitats, tots ells amb el VIN (Vehicle Identification Number) modificat després de la compra realitzada per Consolidated International per fer-los aparèixer com a models de 1983. Aquests són els VIN 15XXX, 16XXX, i 17XXX que originàriament eren els VIN 10XXX, 11XXX i 12XXX. L'últim DeLorean va ser assemblat el 24 de desembre de 1982.

## Disseny i mecànica

### Carrosseria

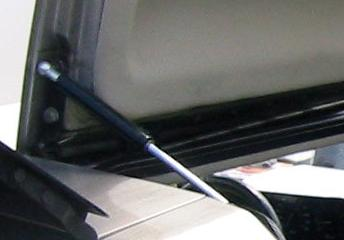
Una de les barres de torsió usades en les portes del DeLorean.

La carrosseria del DMC DeLorean va ser dissenyada pel dissenyador d'Italdesign Giorgetto Giugiaro, i té uns panells construïts en acer inoxidable SS304. Exceptuant a tres automòbils per a una sèrie especial amb carrosseria xapada en or, tots els DeLorean que van sortir de la fàbrica no estaven coberts per pintura o altres revestiments. De fet existeixen DeLorean pintats, tot i que tots ells van ser pintats després que sortissin de fàbrica.
El DeLorean va aparèixer com un automòbil de luxe, però d'eficaç manteniment: segons sembla, les petites esgarrapades en les superfícies dels panells d'acer inoxidable poden ser eliminats amb un fregall no metàl·lic.
Els panells d'acer inoxidable van ser fixats a una estructura monocasc de plàstic reforçat amb fibra de vidre, que al seu torn es fixa a un xassís amb forma de doble "Y" derivat del Lotus Esprit.
La característica més cridanera del DeLorean eren les seves portes d'ala de gavina. El problema comú de sostenir el pes d'aquesta mena de portes havia estat resolt per altres fabricants amb portes lleugeres al Mercedes-Benz 300 SL i una bomba d'aire al Bricklin SV-1, encara que aquests dissenys tinguessin desavantatges estructurals o de comoditat. Les portes del DeLorean tenen unes barres de torsió que van ser desenvolupades per Grumman Aerospace i construïdes al Regne Unit per Unbrako (una divisió de SPS Technologies de Jenkintown, Pennsilvània, EUA). Aquestes barres de torsió van ser instal·lades per resistir les tensions de suport de les portes. Aquestes portes només necessiten un mínim espai per obrir-les: 27,5 centímetres (11 polzades). Això fa que sigui relativament fàcil d'obrir i tancar l'automòbil als aparcaments en comparació a les portes convencionals. Com les portes instal·lades al Lamborghini Countach, les portes del DeLorean tenen unes petites finestretes, ja que unes finestres de la grandària del vidre no serien completament retràctils dins dels curts panells de cada porta.

### Suspensió, direcció i frens
La suspensió del DMC DeLorean es basa en gran part en la del Lotus Esprit, amb suspensió independent en les quatre rodes, molls helicoidals, i amortidors telescòpics. La suspensió davantera és de doble forqueta, i la posterior és una suspensió multibraç. Es diu que en les etapes inicials de desenvolupament l'automòbil es conduïa molt bé. Tanmateix, la normativa als Estats Units va obligar a modificar l'alçada dels para-xocs i el sistema de suspensió, canvis que van tenir efectes negatius sobre la capacitat de conducció de l'automòbil. Molts propietaris han substituït o modificat les molles de la part davantera per retornar l'alçada a l'especificació del disseny original.
L'direcció és de cremallera i pinyó, amb una desmultiplicació total de 14,9:1, que resulta en 2,65 girs de topall de gom a gom i un diàmetre de gir de 10,67 metres (35 peus). Els DeLorean originalment van ser produïts equipats amb llandes d'aliatge, en mesures de 14 polzades (355 mm) de diàmetre per 6 (152 mm) d'ample les de la part davantera, i 15 polzades (380 mm) de diàmetre per 8 (203 mm) d'ample les de la part posterior. Aquestes llandes calçaven pneumàtics radials Goodyear Eagle GT.
El DeLorean té frens de disc a les quatre rodes, amb 254 mil·límetres de diàmetre els discos davanters i 267 mil·límetres els discos posteriors.

### Motor

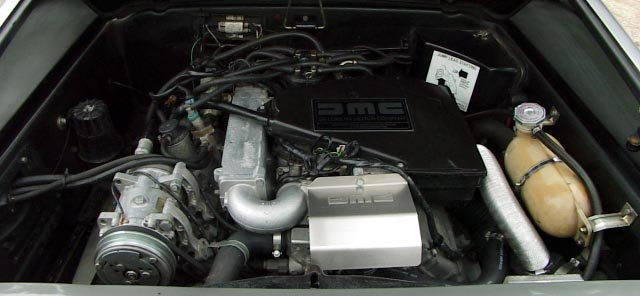
Motor PRV del DeLorean.

El DMC DeLorean és propulsat per un motor PRV de sis cilindres en V que va ser desenvolupat conjuntament per les marques Peugeot, Renault i Volvo. Aquest motor deriva del Volvo B28F, i compta amb un sistema d'injecció de combustible Bosch K-Jetronic.
El motor PRV està muntat en una disposició a 90 graus, darrere de l'eix posterior. Té una cilindrada de 2,8 L (2849 cc), una relació de compressió de 8,8:1, 91 mm de diàmetre de pistó, i 73 mm de carrera. El bloc del motor i les culates estan fets d'un aliatge lleuger d'alumini, i té arbre de lleves al capdavant i dues vàlvules per cilindre. Quan era nou, la potència d'aquest motor es calculava en 130 CV (97 kW) a 5500 rpm i un parell de 208 Nm a 2750 rpm. Per a una adequada refrigeració del motor, el radiador està muntat a la part davantera. Com que ll motor està muntat a la part posterior del vehicle, la seva distribució de pes és del 35% davant i del 65% darrere.
Dos transmissions estaven disponibles pel DeLorean: una automàtica de tres velocitats i una manual de cinc velocitats (la més utilitzada), ambdues de la marca Renault i amb una relació final de 3,44:1.

## Potència i prestacions
John DeLorean havia previst originalment que el cotxe produiria al voltant de 200 CV de potència, però finalment es va instal·lar un motor de 170 CV (130 kW). No obstant això, les regulacions d'emissions de CO² als Estats Units van requerir que peces tals com convertidors catalítics estiguessin muntades al vehicle abans que fos venut en aquest país. El muntatge d'aquestes peces en les versions per als Estats Units va causar una reducció de 40 CV (30 kW) en el lliurament de potència, una pèrdua que va perjudicar seriosament el rendiment del DeLorean, i quan això es va combinar amb els canvis en el sistema de la suspensió del vehicle, la versió per als Estats Units va ser considerada decebedora. Encara que les noves peces van causar reduccions serioses en el lliurament de potència, a 130 CV, algunes fonts indiquen que amb aquesta potència l'automòbil desenvolupa una velocitat màxima de 209 km/h. No obstant això, unes altres indiquen que la seva velocitat màxima és de només 175 o 177 km/h. DeLorean va declarar que el cotxe podia accelerar de 0 a 60 mph (97 km/h) en 8,5 segons, respectable a principis dels anys 80, però la revista Road & Track va cronometrar un temps de 10,5 segons, el qual en aquella època ja es considerava massa lent per a un cotxe esportiu.

## Preu i equipament

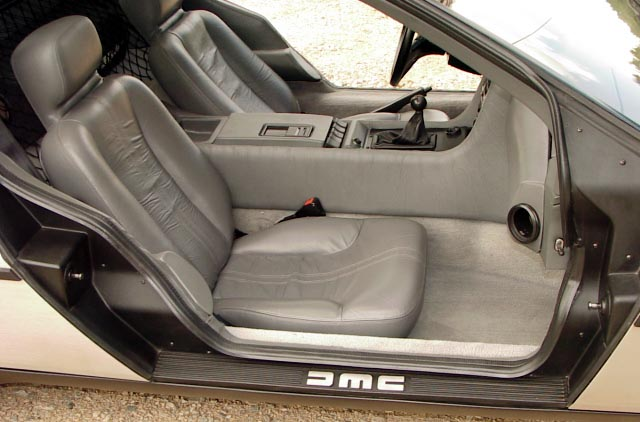
Interior d'un DeLorean amb tapisseria de color gris i caixa del canvi manual.

El cotxe originalment anava a dir-se «DMC-12» a causa del preu que s'havia planejat inicialment per a aquest model; 12.000 dòlars, però el seu preu de venda va acabar sent de 25.000 dòlars (i 650 més si estava equipat amb una caixa del canvi automàtica), la qual cosa equival aproximadament a 75.456 dòlars en 2021. Va haver-hi llistes d'espera de persones disposades a pagar fins a 10.000 dòlars per sobre del preu de venda; no obstant això, després de la fallida de DMC, els automòbils no venuts es podien adquirir per un preu inferior a l'original.
L'interior del DeLorean estava disponible amb tapisseries de color negre o gris. Tots els cotxes venien de sèrie amb retrovisors i alçavidres elèctrics, un equip de música estèreo, aire condicionat, seients de pell i volant regulable de cuir.

## DeLorean especials

### DeLorean Twin Turbo
La DeLorean Motor Company li va encomanar dos DeLorean Twin Turbo a una empresa anomenada Legend Industries, els quals tenien les plaques VIN 502 i VIN 530. Aquests cotxes estaven equipats amb un motor biturbo de 350 CV de potència. Acceleraven de 0 a 60 mph en 5,8 segons, i recorrien 1/4 de milla en un temps de 14,7 segons.

### DeLorean daurat

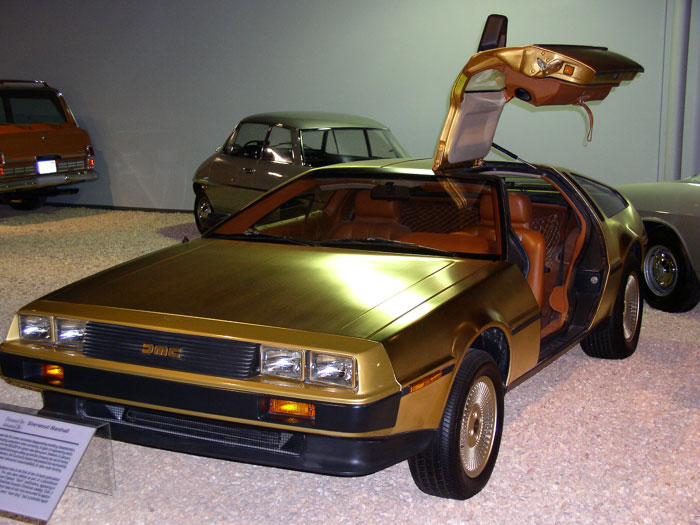
Un dels tres DeLorean banyats en or, en el Museu Nacional de l'Automòbil de Reno (Nevada, Estats Units).

La DeLorean Motor Company va realitzar una petita sèrie especial del DeLorean, en la qual els panells d'acer inoxidable van ser xapats en or de 24 quirats. S'havia planejat fabricar cent unitats d'aquesta sèrie especial, però finalment es van construir només tres unitats. Dos d'aquests cotxes van ser usats en una promoció de les targetes de crèdit American Express en el Nadal de 1981 i després van ser venuts per 85.000 US$ cadascun.
El primer DeLorean daurat (VIN 4300) d'American Express va ser adquirit per Sherwood Marshall, un empresari i ex oficial de la Marina Canadenca. Marshall donó el seu DeLorean a la Fundació William F. Harrah, i és exposat en el Museu Nacional de l'Automòbil en Reno, Nevada. Aquest és l'únic dels tres DeLorean xapats en or que va ser equipat amb una transmissió manual, i té un interior de color bronzat.
El segon DeLorean daurat (VIN 4301) d'American Express va ser adquirit per Roger Mize, president del Banc Nacional de Snyder en Snyder, Texas. Aquest DeLorean va estar exposat al banc durant més de 20 anys abans de ser enviat al Museu Automotriu Petersen de Los Angeles. Té un interior negre, i està equipat amb una transmissió automàtica.
El tercer i últim DeLorean xapat en or té la placa VIN amb el número 20105, i va ser venut en La Vale (Maryland) per 250.000 US$ i amb 636 milles (1018 km) a l'odòmetre. Està equipat amb una transmissió automàtica i, igual que el VIN 4300, el seu interior és de color bronzejat.

## El DeLorean aBack to the Future

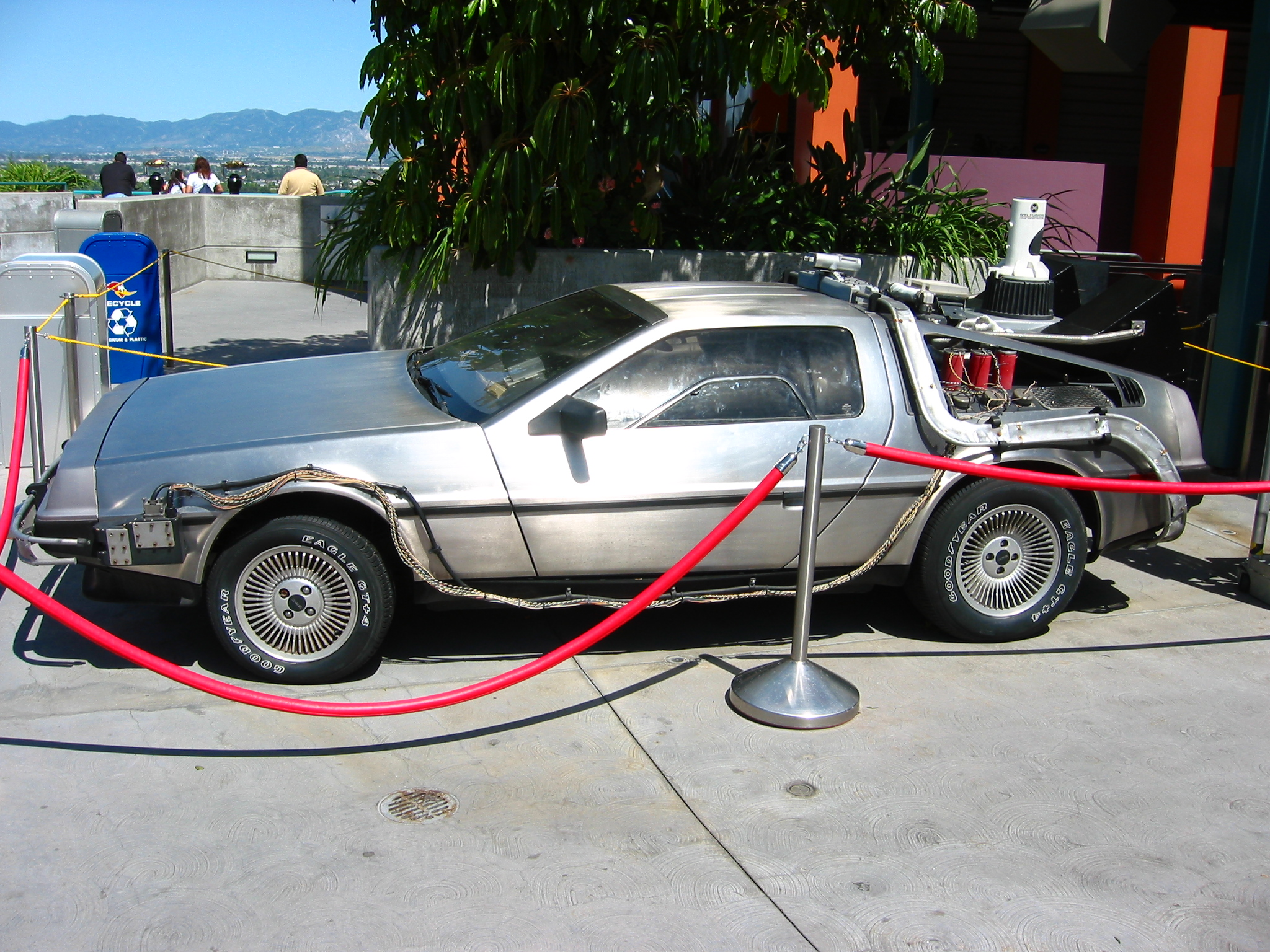
Rèplica d'un dels DeLorean utilitzats en el rodatge de les dues primeres pel·lícules de la trilogia.

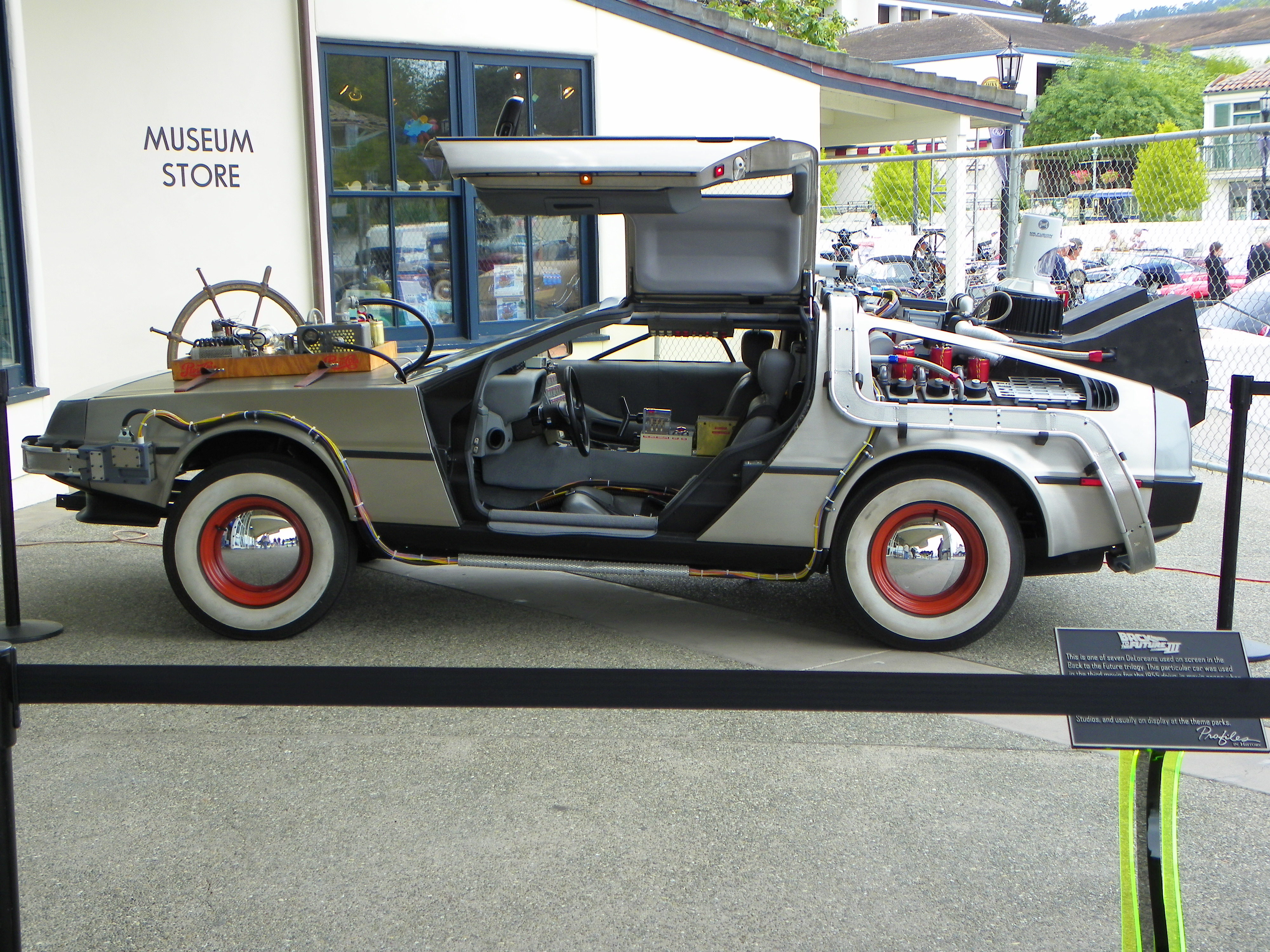
DeLorean original usat en la tercera pel·lícula.

El DMC DeLorean és molt conegut per la seva aparició com màquina del temps en la trilogia de Back to the Future (Retorn al futur en Catalunya, País Valencià i Illes Balears), unes pel·lícules de ciència-ficció dirigides per Robert Zemeckis i protagonitzades per Michael J. Fox i Christopher Lloyd. La raó principal que anés triat el DeLorean va ser que estava dissenyat de forma idònia per incloure la broma sobre la família de grangers que ho confonen amb un OVNI en la primera pel·lícula.
Durant el rodatge de la trilogia es van utilitzar sis unitats del DeLorean, a més d'un model de fibra de vidre a grandària real per simular el vol en l'aire i un altre a escala per rodar diverses preses. Els DeLorean usats en Back to the Future tenien el motor V6 original (el so del qual en la pel·lícula prové del motor V8 d'un Porsche 928). A Back to the Future Part III van ser usades dues unitats equipades amb motors Volkswagen i xassís de buggy, i en una tercera unitat van ser col·locats explosius per destruir-la en el final de la pel·lícula, quan un tren embesteix la màquina del temps i la destrossa.
Només tres dels sis automòbils usats en les pel·lícules existeixen encara. Universal Studios posseeix dos dels cotxes restants, que fa servir de tant en tant en exposicions o per a altres produccions. L'últim, usat en Back to the Future Part III, va ser restaurat i va sortir a subhasta al novembre de 2011, sent venut per 541.200 dòlars al desembre d'aquest mateix any.

## Els nous automòbils de DMC Texas

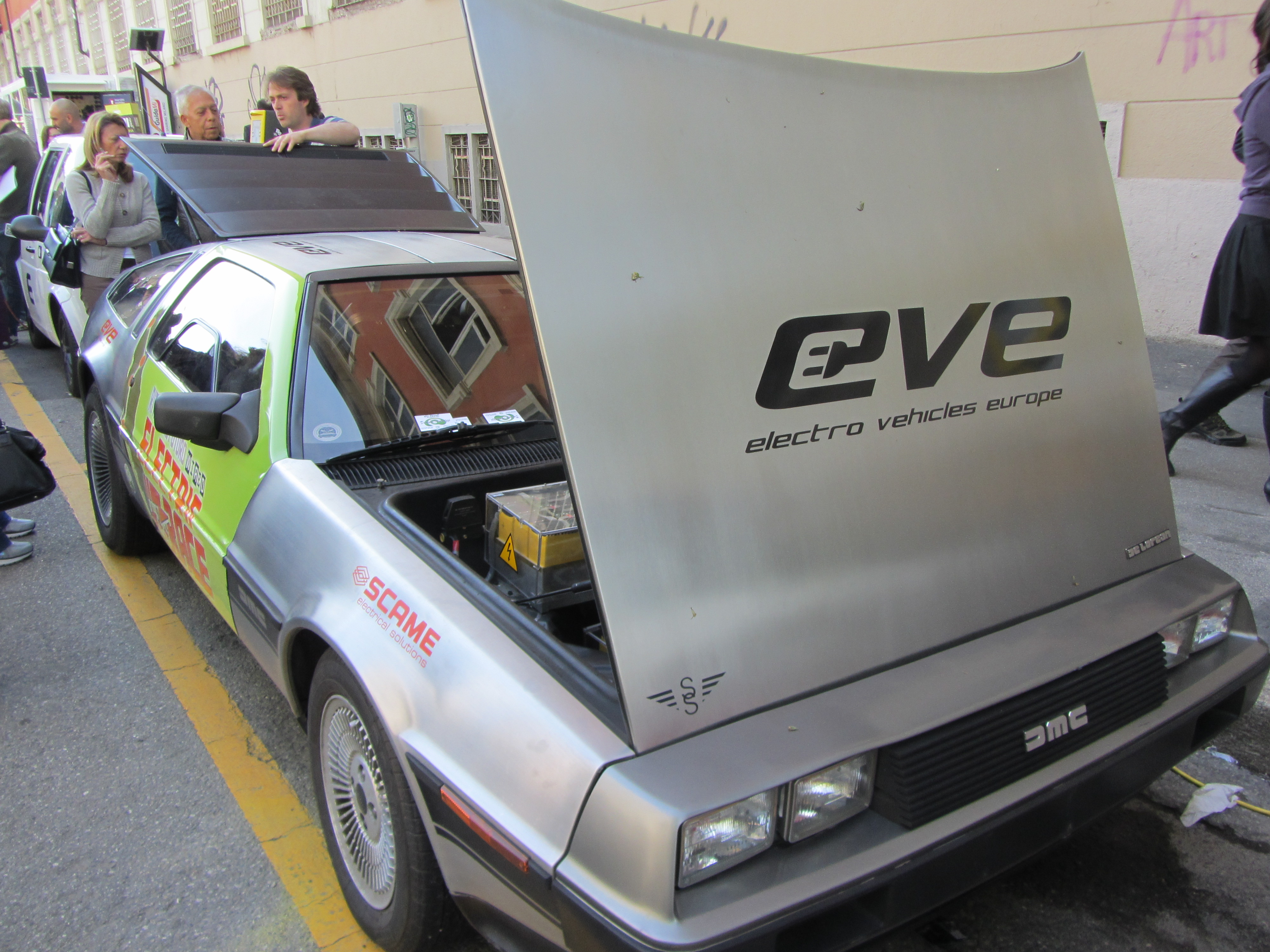
Un DeLorean elèctric a Milà (2012).

L'any 1995, l'empresari anglès Stephen Wynne va fundar una petita empresa dedicada a les reparacions d'automòbils DeLorean. En els seus inicis, el seu lloc de treball era un petit garatge situat en Houston (Texas, Estats Units). El negoci va ser creixent, i la companyia de Wynne va establir la seva seu en Humble (comtat de Harris, Texas). Al juliol de 2007 DMC Texas va anunciar que el DeLorean tornaria a ser fabricat a partir de 2008 de forma molt limitada (aproximadament vint unitats per any). Wynne va declarar que havia adquirit tots els recanvis de DMC, i que podria treure al mercat 500 unitats del DeLorean.
El preu dels nous DeLorean és de 57.500 US$, i poden ser adquirits en les tendes dels Estats Units i en un establiment que va obrir la companyia en els Països Baixos. Estan fets amb peces originals en un 80% i amb peces noves en un 20%, fetes per fabricants de components d'automòbils com Valeo o el grup Bosch. Inclouen nombroses millores, com a noves estructures d'acer inoxidable, un xassís més fort i més lleuger que l'antic, i millores electròniques. També està disponible opcionalment un motor millor que l'original de 130 CV, així com lleugeres millores i ajustos als sistemes del mateix juntament amb una fuita de nova generació millorat que produeix un so més esportiu. L'equipament està disponible amb accessoris opcionals com el sistema de navegació per satèl·lit, connexió Bluetooth, o l'iPod.
A l'octubre de 2011, DMC Texas va anunciar que per a l'any 2013 estaria disponible una versió elèctrica del DeLorean. Aquesta versió, denominada «DMC-EV», té una autonomia de 160 quilòmetres, i triga 15 hores a recarregar-se completament. Pot accelerar de 0 a 100 km/h en cinc segons, i aconsegueix una velocitat màxima de 193 km/h. El seu preu és de 67.000 euros i es fabricarà un total de 300 unitats.